# Ullensvang
Gmina Ullensvang (norw. Ullensvang kommune) – norweska gmina leżąca w regionie Hordaland. Jej siedzibą jest miasto Kinsarvik.
Ullensvang jest 61. norweską gminą pod względem powierzchni.

## Demografia
Według danych z roku 2005 gminę zamieszkuje 3517 osób. Gęstość zaludnienia wynosi 2,52 os./km². Pod względem zaludnienia Ullensvang zajmuje 245. miejsce wśród norweskich gmin.
| ludność stan na 1 stycznia 2005 |         |           |       |
|                                 | kobiety | mężczyźni | razem |
| osób                            | 1774    | 1743      | 3517  |
| %                               | 50,44%  | 49,56%    | 100%  |

| wykształcenie stan na 1 października 2004 |        |         |        |        |
|                                           | podst. | średnie | wyższe | niezn. |
| osób                                      | 462    | 1869    | 456    | 48     |
| %                                         | 16,3%  | 65,93%  | 16,08% | 1,69%  |

## Edukacja
Według danych z 1 października 2004:
- liczba szkół podstawowych (norw. grunnskolar): 6
- liczba uczniów szkół podst.: 441

## Władze gminy
Według danych na rok 2011 administratorem gminy (norw. rådmann) jest Tone Tveito Eidnes, natomiast burmistrzem (norw. ordfører, d. borgermester) jest Solfrid Borge.